# The Beatles 1967–1970
The Beatles 1967–1970 (também conhecido como o Álbum Azul) é uma coletânea do grupo de rock inglês The Beatles, lançada em 1973, abrangendo os anos indicados no título. Um LP duplo, foi lançado com 1962–1966 (o "Álbum Vermelho") em abril de 1973. 1967–1970 liderou a parada de álbuns da Billboard nos Estados Unidos e alcançou a posição 2 na UK Albums Chart. Foi relançado em setembro de 1993 em CD, alcançando a quarta posição no Reino Unido.
O álbum foi instigado pelo gerente da Apple Records, Allen Klein, durante seus últimos meses antes de ser demitido do cargo. Tal como aconteceu com 1962-1966, a compilação foi criada pela Apple e EMI/Capitol Records em resposta a uma coleção pirata intitulada Alpha Omega, que havia sido vendida na televisão no ano anterior. A publicidade impressa dos dois discos fez questão de declará-los "a única coleção autorizada dos Beatles". O sucesso das duas compilações oficiais de LP duplo inspirou a reembalagem dos sucessos dos Beach Boys dos anos 1960 pela Capitol, começando com o álbum Endless Summer de 1974.
Uma versão deluxe "expandida" do álbum será lançada em 10 de novembro de 2023.

## Lançamentos variados
- Lançamento original de 1973 no Reino Unido: Apple PCSP 7181-2
- Lançamento original nos Estados Unidos em 1973: Apple SKBO-3404 (maçãs inteiras e fatiadas em fundo azul)
- Segunda edição nos Estados Unidos em 1976: Capitol SKBO-3404 (etiqueta alvo Capitol na parte de trás da capa do álbum, etiqueta azul com "Capitol" em letras azuis claras na parte inferior)
- Primeiro lançamento de vinil azul nos Estados Unidos em 1978: Capitol SEBX-11843 (etiqueta de cúpula Capitol na parte de trás da capa do álbum, logotipo de cúpula grande na parte superior das etiquetas azuis claras)
- Lançamento em 1980 na Alemanha Oriental. Amiga 8 55 742. Um disco apenas com 14 faixas, a maior parte do disco 1 da versão original.
- Lançamento do CD em 1993. Apple 0777 7 97039 2 0 (maçãs inteiras e fatiadas em fundo azul)
- Lançamento do CD remasterizado em 2010. Apple 5099990674723 (maçãs inteiras e fatiadas em fundo azul)
- Edição expandida de 2023 incluindo "Now and Then".[5]

## Faixas
Todas as faixas são de autoria de John Lennon e Paul McCartney, exceto as notadas.

### Lado 1
1. "Strawberry Fields Forever" – 4:10
2. "Penny Lane" – 3:03
3. "Sgt. Pepper's Lonely Hearts Club Band" – 2:02
4. "With a Little Help from My Friends" – 2:44
5. "Lucy in the Sky with Diamonds" – 3:28
6. "A Day in the Life" – 5:06
7. "All You Need Is Love" – 3:48

### Lado 2
1. "I Am the Walrus" – 4:37
2. "Hello, Goodbye" – 3:31
3. "The Fool on the Hill" – 3:00
4. "Magical Mystery Tour" – 2:51
5. "Lady Madonna" – 2:17
6. "Hey Jude" – 7:08
7. "Revolution" – 3:21

### Lado 3
1. "Back in the U.S.S.R." – 2:45
2. "While My Guitar Gently Weeps" (Harrison) – 4:45
3. "Ob-La-Di, Ob-La-Da" – 3:05
4. "Get Back" – 3:14
5. "Don't Let Me Down" – 3:33
6. "The Ballad of John and Yoko" – 2:59
7. "Old Brown Shoe" (Harrison) – 3:18

### Lado 4
1. "Here Comes the Sun" (Harrison) – 3:05
2. "Come Together" – 4:20
3. "Something" (Harrison) – 3:03
4. "Octopus's Garden" (Starkey) – 2:51
5. "Let It Be" – 3:52
6. "Across the Universe" – 3:48
7. "The Long and Winding Road" – 3:38

## Parada
| Ano  | Parada                | Melhor posição |
| ---- | --------------------- | -------------- |
| 1973 | Billboard Pop Albums  | 1              |
| 1973 | UK Albums Chart       | 2              |
| Ano  | Parada                | Melhor posição |
| 2010 | UK Albums Chart       | 4              |
| 2010 | European Albums Chart | 16             |

## Certificações
| País    | Vendas     | Certificação |
| ------- | ---------- | ------------ |
| Canada  | 1,000,000+ | Diamante     |
| France  | 2,227,600  | Diamante     |
| Germany | 1,500,000+ | 3× Platina   |
| Japan   |            | Ouro         |
| UK      | 600,000+   | 2× Platina   |
| USA     | 8,500,000+ | 17× Platina  |